# Recoules-de-Fumas
Recoules-de-Fumas è un comune francese di 96 abitanti situato nel dipartimento della Lozère nella regione dell'Occitania.

## Società

### Evoluzione demografica
Abitanti censiti